# NGC 4915
NGC 4915 ist eine Elliptische Galaxie vom Hubble-Typ E2 im Sternbild Jungfrau auf der Ekliptik. Sie ist schätzungsweise 131 Millionen Lichtjahre von der Milchstraße entfernt und hat einen Durchmesser von etwa 60.000 Lichtjahren. 

Im selben Himmelsareal befinden sich u. a. die Galaxien NGC 4890 und NGC 4918.
Das Objekt wurde am 11. März 1787 von Wilhelm Herschel mit einem 18,7-Zoll-Spiegelteleskop entdeckt, der sie dabei mit „pB, stellar, resembles a star with a bur all around“ beschrieb.